# جواو برناردو فييرا
جواو برناردو فييرا (بالبرتغالية: João Bernardo Vieira‏) (27 أبريل 1939 - 2 مارس 2009)، رئيس غينيا بيساو في الفترة من 1 أكتوبر 2005 حتى اغتياله في 2 مارس 2009، كما إنه تولى الرئاسة قبل ذلك من عام 1980 إلى عام 1999 وذلك قبل أن يسقط حكمه أثناء الحرب الأهلية. عاد إلى الساحة السياسية في عام 2005 على إثر فوزه في الانتخابات الرئاسية. اغتيل من قبل الجنود في 2 مارس 2009 وذلك رداً على انفجار قنبلة أسفر عن مقتل قائد الجيش الجنرال باتيستا تاغمي ناواي.
الأمين العام السابق لـ الأمم المتحدة بان كي مون حزن وأدان القتل المزدوج وأصر على التحقيق في الوفيات بينما قدم التعازي للأمة.

## روابط خارجية
- جواو برناردو فييرا على موقع مونزينجر (الألمانية)